# Ама (магараджа)
Ама (*д/н — після 760) — магараджа Антарведі близько з 752 року. Основні відомості про нього містять джайністських текстах «Прабхавакачаріта», «Прабандха Коша» та «Баппабхаттісурікаріта».

## Життєпис
Походив з династії Вармана. Син Яшовармана та Суяши Яшодеві. Його мати було вигнано через змову проти іншої дружини Яшовармана. Під час цього в Рамасайньї й народився Ама. Виховувався джайнським ченцем Сіддхасеною в Модгеракапурі, але пізніше він і його мати були відновлені на своїх правах. Ама був марнотратником, тому Яшоварман попросив його бути ощадливим. Це роздратувало Аму, яка повернулася до Модгеракапури. Згідно з Прабандха Коша, коли Яшоварман захворів наприкінці свого життя, він відкликав Аму до Каннауджа та призначив його спадкоємцем. Отримав владу бл. 752 року.
Відомо, що вів успішні війни в регіонах Магадга і Гаудадеш проти місцевих дрібних раджей Самудрасену і Дгарму. Згідно Сканда-пурани під час його правління вайшнавіти навернулися до буддизму під впливом якогось ченця. Втім залишався васалом Кашмірського царства.
Наприкінці панування переніс резиденцію з Каннауджа до Гопалагірі, ймовірно під загрозою нападу Крішни I з династії Раштракутів. Час завершення правління евідомий. Згідно Маґадгатіртхи він панував до 832/833 року. Втім це неможлиов, оскільки на той час усіма землями володів Нагабхата II з Гуджара-Пратіхарів. Також відомо, що Ама зрікся  трону на користь сина Дундуки. Сталося ймовірно це десь напочатку 760-х років.

## Легенди
Згідно «Прабхавакачаріта» Ама одного разу зловив кобру (нагу) з сяючою коштовним каменем на голові. Через це джайнський чернець Баппабхатті дав йому титул «Нагавалока».